# Igreja do Evangelho Pleno
A Igreja do Evangelho Pleno (em inglês:  Yoido Full Gospel Church) é uma igreja evangélica pentecostal ligada a Assembleia de Deus, na ilha de Yeouido em Seul, Coreia do Sul.

## História
A Igreja foi fundada por pastores David Yonggi Cho e Choi Ja-shil, em 15 de maio de 1958. Naquele dia, ocorreu uma primeira reunião na casa de Choi Ja-shil. Além dos dois pastores, apenas três filhas de Choi Ja-Shil e uma mulher idosa, que haviam escapado da chuva, assistiram ao primeiro culto. Os dois pastores iniciaram uma campanha de porta em porta, prestando assistência humanitária e espiritual aos pobres, orando pelos doentes. Em alguns meses, a igreja havia crescido para 50 membros, muitos para o salão Choi Ja-shil. As reuniões foram, portanto, transferidas para uma tenda montada em seu quintal. As tendas sempre ficam pequenas demais. A igreja tinha 3.000 pessoas em 1964. Em 1973, a igreja inaugurou um edifício com um auditório com 12.000 assentos. Em 2008, Young Hoon Lee se torna Pastor Sênior.

## Estatísticas
Segundo um censo da Igreja, teria 480.000 fiéis em 2025.

## Controvérsias
Em 2014, Cho foi condenado por desviar $ 12 milhões de dólares em fundos da igreja que comprou de seu filho Cho Jong-Un.